# مايك ولز
مايك ولز (بالإنجليزية: Mike Wells)‏ هو لاعب كرة قدم أمريكية أمريكي، ولد في 1 يونيو 1971 في أرنولد في الولايات المتحدة.

## وصلات خارجية
- مايك ولز على موقع مرجع كرة القدم المحترفة.كوم (الإنجليزية)